# T.Palm-Pôle Continental Wallon
T.Palm-Pôle Continental Wallon is een Belgische wielerploeg die werd opgericht in 2006. De ploeg neemt deel aan de continentale circuits van de Internationale wielerunie (UCI). 

## Bekende (oud-)renners
- Kevyn Ista (2006-2007)
- Marc Streel (2006)
- Gil Suray (2011)

## Seizoen 2014

### Selectie
| Naam                          | Geboortedatum     | Nationaliteit       | Ploeg 2013                     |
| ----------------------------- | ----------------- | ------------------- | ------------------------------ |
| Tom Armstrong (vanaf 16/06)   | 27 augustus 1994  | Verenigd Koninkrijk | Neo                            |
| Jonathan Baratto              | 27 september 1981 | België              |                                |
| Joeri Bueken (tot 15/06)      | 1 maart 1991      | België              | Crelan-Euphony                 |
| Sébastien Carabin             | 28 maart 1989     | België              | Team Merida-Wallonie MTB       |
| Julien Deschesne              | 10 april 1991     | België              |                                |
| Axel Gremelpont               | 25 juni 1990      | België              |                                |
| Guillaume Haag                | 9 november 1989   | België              | Neo                            |
| Jeff Peelaers (vanaf 10/09)   | 30 september 1992 | België              | Van der Vurst Development Team |
| Henrik Pineda                 | 8 mei 1995        | Canada              | Neo                            |
| Olivier Poppe (tot 25/06)     | 8 april 1992      | België              | Vérandas Willems               |
| Rudy Rouet                    | 5 januari 1985    | België              | Geen                           |
| Sébastien Sciascia            | 13 juli 1991      | België              |                                |
| Alexandre Seny                | 22 juni 1994      | België              |                                |
| Kévin Thomé (tot 09/09)       | 15 juni 1989      | België              | Vérandas Willems               |
| Toshoni Van Craen (tot 15/05) | 9 februari 1992   | België              |                                |
| Glenn Van de Maele            | 6 september 1990  | België              |                                |
| Ian Vansumere (vanaf 26/06)   | 14 juni 1990      | België              |                                |
| Maxime Vekeman                | 14 september 1993 | België              |                                |
| Tom Vessey                    | 22 december 1994  | Nieuw-Zeeland       |                                |
| Andrew Ydens                  | 23 juni 1989      | België              |                                |
| Stagiairs                     |                   |                     |                                |
| Claudio Catania               | 4 mei 1992        | Duitsland           |                                |
| Wouter Leten                  | 11 januari 1994   | België              |                                |

### Overwinningen
| Wedstrijd                                           | Datum            | Categorie    | Winnaar           |
| --------------------------------------------------- | ---------------- | ------------ | ----------------- |
| Belgian Mountainbike Challenge, La Roche-en-Ardenne | 18 mei 2014      | MTB-XCO      | Sébastien Carabin |
| Belgisch kampioenschap mountainbike, Achouffe       | 15 augustus 2014 | MTB-Marathon | Sébastien Carabin |